# 霍震宇
霍震宇（1954年3月—），广东番禺人，生于香港，中华人民共和国政治人物，中华全国青年联合会原副主席，霍英东集团董事会董事，霍英东基金会会员，香港实业家霍英东的第三子 ，第十屆香港廣東社團總會常務副主席。